# Ірландська громадянська армія
Ірландська громадянська армія (ірл. Arm Cathartha na hÉireann) — первинно невелика група навчених добровольців з профспілки для захисту мітингарів ірландських робітників від поліції. Організація була створена 1913 року в Дубліні соціалістами Джеймсом Ларкіном, Джеймсом Конноллі та Джеком Вайтом (серед інших відомих членів були графиня Маркевич і Шон О'Кейсі) під час загального ірландського страйку. Страйк розпочався зі звільнення кількох працівників на підприємстві Вільяма Мартіна Мерфі та призвела до шестимісячного економічного застою у всьому Дубліні. Організація суттєво вплинула на перебіг історії Ірландії та становлення її незалежності.

## Великоднє повстання
1916 року ІГА взяла активну участь у Великодньому повстанні. Ірландська громадянська армія ніколи не налічувала понад 250 осіб, з них у повстанні брали участь 220 осіб, у тому числі 28 жінок. Загони ІГА в лавах набагато більш численних Ірландських добровольців брали участь у захопленні головного поштамту на О'Коннел-стріт, найбільш людній вулиці Дубліна, зайняли парк Святого Стефана, частина повстанців захопила мерію та здійснила атаку на Дублінський замок. Під час повстання одинадцять членів організації загинули. У подальшому більшість членів ІГА увійшли до складу Ірландської республіканської армії.
Організація існувала до 1930-х років. Остання зустріч членів організації відбулась 1947 року на похованні одного з її засновників, Джеймса Ларкіна.